# Bragg City
Bragg City és una població dels Estats Units a l'estat de Missouri. Segons el cens del 2000 tenia 189 habitants.

## Demografia
Segons el cens del 2000, Bragg City tenia 189 habitants, 69 habitatges, i 56 famílies. La densitat de població era de 364,9 habitants per km².
Dels 69 habitatges en un 42% hi vivien nens de menys de 18 anys, en un 55,1% hi vivien parelles casades, en un 17,4% dones solteres, i en un 17,4% no eren unitats familiars. En el 17,4% dels habitatges hi vivien persones soles el 10,1% de les quals corresponia a persones de 65 anys o més que vivien soles. El nombre mitjà de persones vivint en cada habitatge era de 2,74 i el nombre mitjà de persones que vivien en cada família era de 3.
Per edats la població es repartia de la següent manera: un 28,6% tenia menys de 18 anys, un 10,1% entre 18 i 24, un 32,8% entre 25 i 44, un 15,3% de 45 a 60 i un 13,2% 65 anys o més.
L'edat mediana era de 34 anys. Per cada 100 dones de 18 o més anys hi havia 98,5 homes.
La renda mediana per habitatge era de 26.042 $ i la renda mediana per família de 26.042 $. Els homes tenien una renda mediana de 28.750 $ mentre que les dones 17.917 $. La renda per capita de la població era de 12.214 $. Entorn del 20,5% de les famílies i el 18,8% de la població estaven per davall del llindar de pobresa.

## Poblacions més properes
El següent diagrama mostra les poblacions més properes.